# Marius Kasmauskas
Marius Kasmauskas (* 8. März 1980 in Klaipėda, Sowjetunion) ist ein litauischer ehemaliger Handballspieler und Handballtrainer. 

## Leben
Kasmauskas spielte in der deutschen Handball-Bundesliga und für die litauische Nationalmannschaft auflief. Er wurde meist im linken Rückraum eingesetzt. Seit 2020 trainiert er mit dem schweizerischen KTV Muotathal sein erstes Team.
Marius Kasmauskas begann in seiner Heimatstadt bei Dragunas Klaipėda mit dem Handballspiel. Dort debütierte er auch in der ersten litauischen Liga, der Verein schaffte es aber nie, an Serienmeister Granitas Kaunas vorbeizukommen. Im November 2001 wechselte Kasmauskas in die deutsche Handball-Bundesliga zum VfL Hameln. Mit den Männern aus der Rattenstadt stieg der gelernter Industriekaufmann  2002 in die zweite Liga ab, woraufhin er sich einem anderen Zweitligisten, nämlich der Eintracht Hildesheim, anschloss. Dort stieg er 2006 wieder in die erste Liga auf, 2007 aber auch gleich wieder ab. Daraufhin wechselte er zur Saison 2007/08 zur HSG Wetzlar. Im November 2007 zog sich Kasmauskas eine langwierige Schulterverletzung zu, wegen der er in den Jahren 2008 und 2009 pausieren musste. Während dieser Zeit absolvierte er ein EDV-Studium in Litauen. Im Oktober 2012 kehrte er mit seiner Frau und seinem Sohn nach Deutschland zurück und schloss sich dem Oberligisten HSG Barnstorf/Diepholz auf. Den Verein verließ er nach der Saison 2013/14 und wechselte in die Schweiz zum damaligen Erstligisten HC Einsiedeln, wo er eine Saison spielte. Zuletzt aktiv war Kasmauskas in der schweizerischen Nationalliga B für den HC KTV Altdorf.
Marius Kasmauskas hat 65 Länderspiele für die litauische Nationalmannschaft bestritten. Mit Litauen konnte er sich nie für ein großes Turnier qualifizieren.